# Бэли, Ада Эллен
Ада Эллен Бэли (англ. Ada Ellen Bayly; 25 марта 1857, Брайтон, Восточный Суссекс — 8 февраля 1903, Истборн, Восточный Суссекс) — английская писательница, более известная под псевдонимом «Edna Lyall», которая «с ранних лет поддерживала женское избирательное право».

## Биография
Ада Эллен Бэли родилась 25 марта 1857 года в городе Брайтоне на южном побережье Англии в семье адвоката, где была младшей из четырёх детей. Еще совсем юной она потеряла обоих родителей, поэтому юность провела с дядей в Суррее и в частной школе родного города. Бейли никогда не была замужем и всю свою сознательную жизнь прожила с двумя замужними сестрами и братом, священником в городке Босбери в графстве Херефордшир.
В 1879 году она опубликовала свой первый роман «Выигран в ожидании» под псевдонимом «Эдна Лайалл» (по-видимому, полученный из перестановок имён от Ады Эллен Бейли). Книга не была оценена ни читателями, ни критиками. Успех же пришел к произведению «Мы два», основанному на жизни Чарльза Брэдлоу, социального реформатора и защитника свободы мысли. Её исторический роман «В золотые дни» был последней книгой, прочитанной Джоном Рёскином на его смертном одре, а книга «Надежда-Отшельник» стала бестселлером, действие которого происходит в Озерном крае, а затем послужила вдохновением для романа Хью Уолпола «Бродяга Херри». «Править неправду» (2-е издание вышло в 1894 году) - исторический роман о Джоне Гемпдене и Английской революции.
В «ЭСБЕ» о творчестве писательницы оставлен весьма прохладный отзыв: «...дала ряд других беллетристических произведений, не обнаруживающих выдающегося таланта, но отличающихся естественностью и здравой, не навязываемой моралью», что совершенно не совпадает с оценками английских критиков: «Бейли написал все восемнадцать романов, многие из которых предлагают интересные исследования творческого процесса писательницы...». Частично успех Бэли был связан с её инновационной практикой использования персонажей из одного романа в следующем, но уже в другом качестве.
Премьер-министр Великобритании Уильям Гладстон в письме к ней от 25 ноября 1894 года высоко оценил «исключительную смелость, с которой вы ставите свою общественную репутацию за ирландское дело». В 1896 году она защищала армян от турецких угнетателей в своей сравнительно невзрачной «Автобиографии истины» (1896), прибыль от которой она передала в Фонд помощи Армении. Решительно выступая против войны в Южной Африке, она с обычной откровенностью высказывалась в своем последнем романе «Хиндереры» (1902).
Ада Эллен Бэли умерла из-за приступа перикардита 8 февраля 1903 года в доме 6 на Колледж-роуд, Истборн. Тело было кремировано, а прах захоронен у подножия старого креста на кладбище в Босбери, недалеко от одноимённого холма — места, которое фигурирует в ее романе «Вопреки всему» (1901) и при котором её брат преподобный Р. Берджес Бейли был викарием.